# Pierre-Claude Foucquet

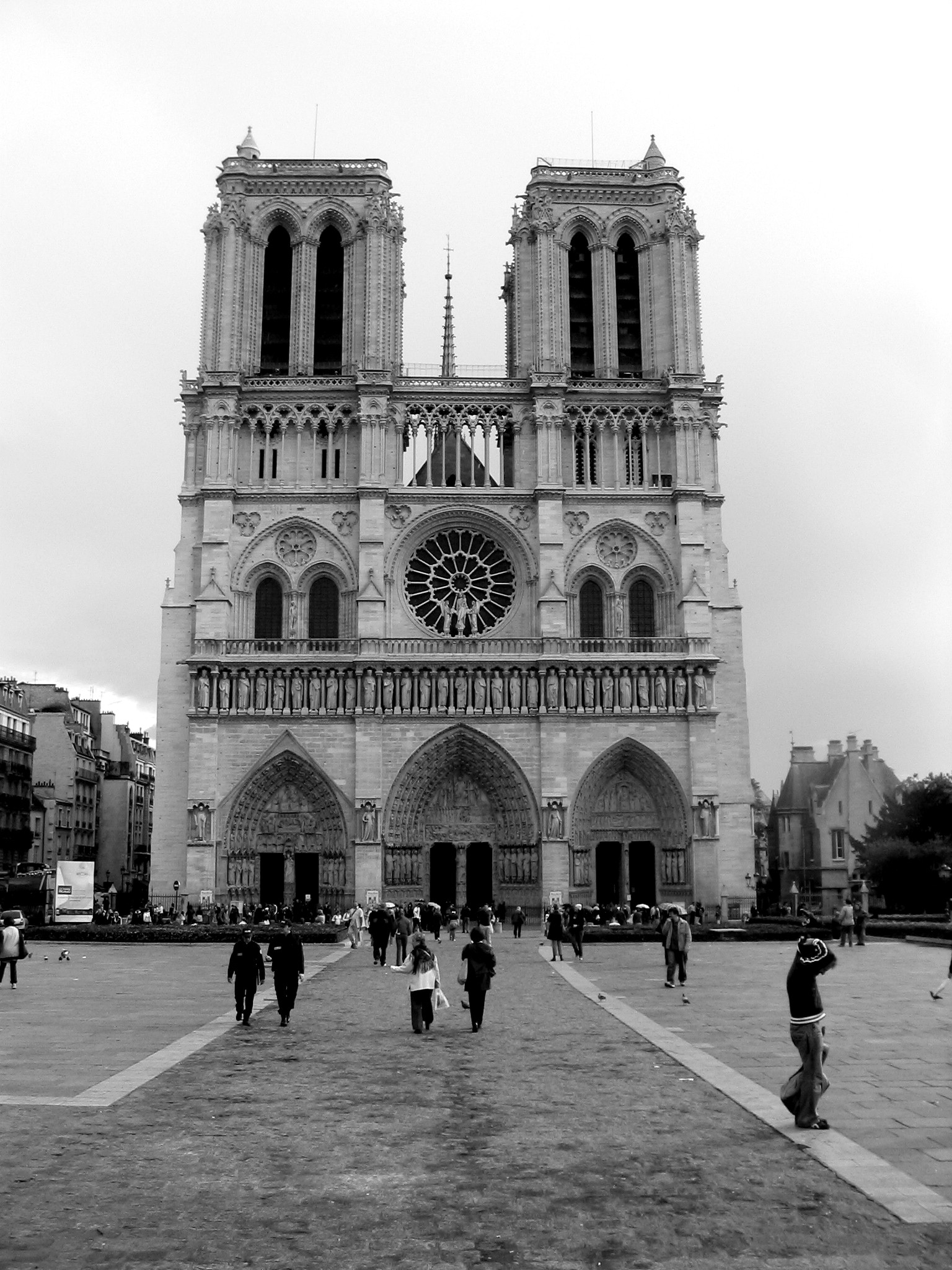
Cathédrale Notre-Dame de Paris.

Pierre-Claude Foucquet (Paris, 1694 – 13 février 1772) est un organiste et claveciniste français.

## Biographie
Issu d'une famille de musiciens, il est le fils de Pierre Foucquet et de son épouse, Anna-Barbe Domballe. Lui-même épousa Cécile Télinge, dont il eut six enfants.
À l'âge de 18 ans, il est nommé organiste de l'église Saint-Honoré, en remplacement de Charles Piroye ; il obtient par la suite plusieurs postes dans d'importantes églises de la capitale : l'abbaye royale de Saint-Victor (qui devait être détruite lors de la Révolution), Saint-Eustache, la Chapelle Royale (succédant en 1758 à François d'Agincourt), la cathédrale Notre-Dame en 1761, remplaçant Charles-Alexandre Jollage. Vers la fin de sa vie, la maladie le contraint à abandonner ses fonctions, mais il continua d'être pensionné par le roi.

## Son œuvre
Elle comprend trois livres de pièces de clavecin :
- « Les Caractères de la Paix » Pièces de clavecin - Œuvre Premier (v. 1750)
  - La Renommée
  - Marche - En Rondeau
  - Fanfare
  - Le Feu
  - Les Grâces – Première Musette (avec acc. de violon et de basse chantante) - 2e Musette – Mineur, Rondeau
  - Les Ris – Tambourins I & II - Rondeau (avec acc. de violon et de viole)
  - Les Jeux - Rondeau

Au sujet de ce recueil, Foucquet écrit dans sa préface : « Je commence par les Caractères de la Paix, sans autre raison pour le choix que les circonstances présentes. » Ces circonstances seraient le traité d'Aix-la-Chapelle, qui mit fin, en 1748, à la guerre de Succession d'Autriche.
- Second Livre de Pièces de clavecin (v. 1752)
  - Marche des Pèlerins de Cythère - Rondeau
  - Le Passe Tems. Pantomyme - Rondeau
  - La Destrade - Rondeau
  - Le Carillon de Cythère
  - La Brillante
  - La Sœur Agnès ou la Novice
  - La Laborieuse – Rondeau
  - Allemande. La Pruscienne Francisée
  - La Dolescente
  - L’Angélique
  - La Mimi
  - La Cemonville
  - La Landella – Rondeau

- Les Forgerons, Le Concert des Faunes et autres Pièces de Clavecin - IIIe Livre (1758)
  - Les Forgerons – Rondeau
  - Le Concert des Faunes – Rondeau
  - Allemande. L’Augustine
  - La Douce et Piquante – Rondeau
  - La Nanette – Rondeaux
  - Les Coqs gris et noirs – Rondeau
  - Double des Coqs gris et noirs
  - Tambourin ou Musette provençale
  - Allemande. L’Absence ou le Solitaire
  - La Fleury
  - La Hortense
  - Le Dépit
  - La Miranda
  - La Capricieuse
  - L’Aimable Thérèse
  - L’Étinçelante
  - Menuets

Il faut y ajouter plusieurs airs en duo avec continuo (La belle Silvie, etc.).

## Discographie
- Sélection de pièces dans « Compositeurs de l'ombre au siècle des Lumières » - Catherine Zimmer (clavecin) - Coriolan
- YouTube Tambourin ou Musette provençale (3e Livre) ; Catherine Zimmer, clavecin d'après Goujon par Martine Argellies
- YouTube Le Concert des Faunes – Rondeau (3e Livre  Catherine Zimmer, clavecin